# Lancia Flaminia

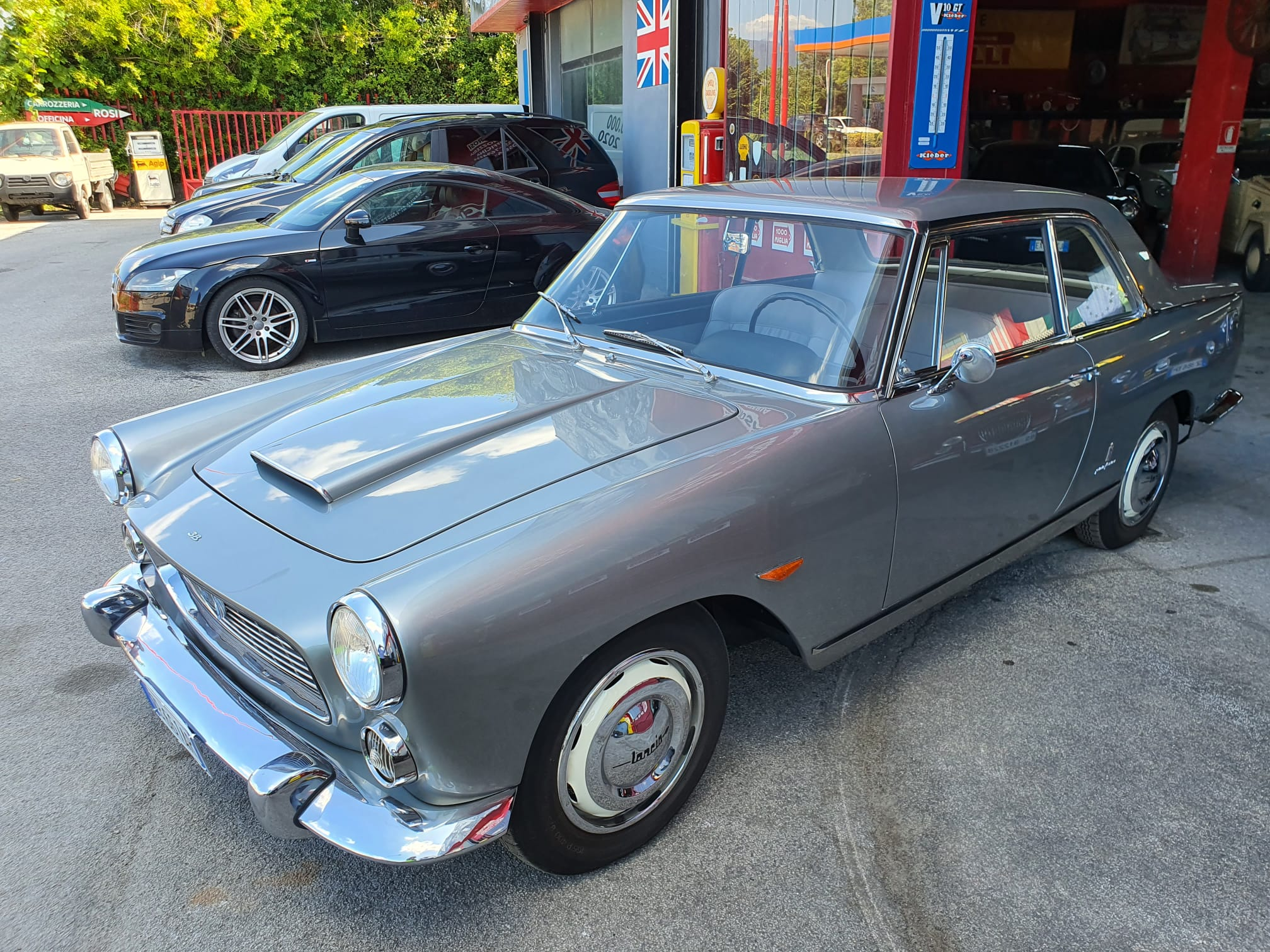
Una Flaminia Coupé Pininfarina Lancia restaurata

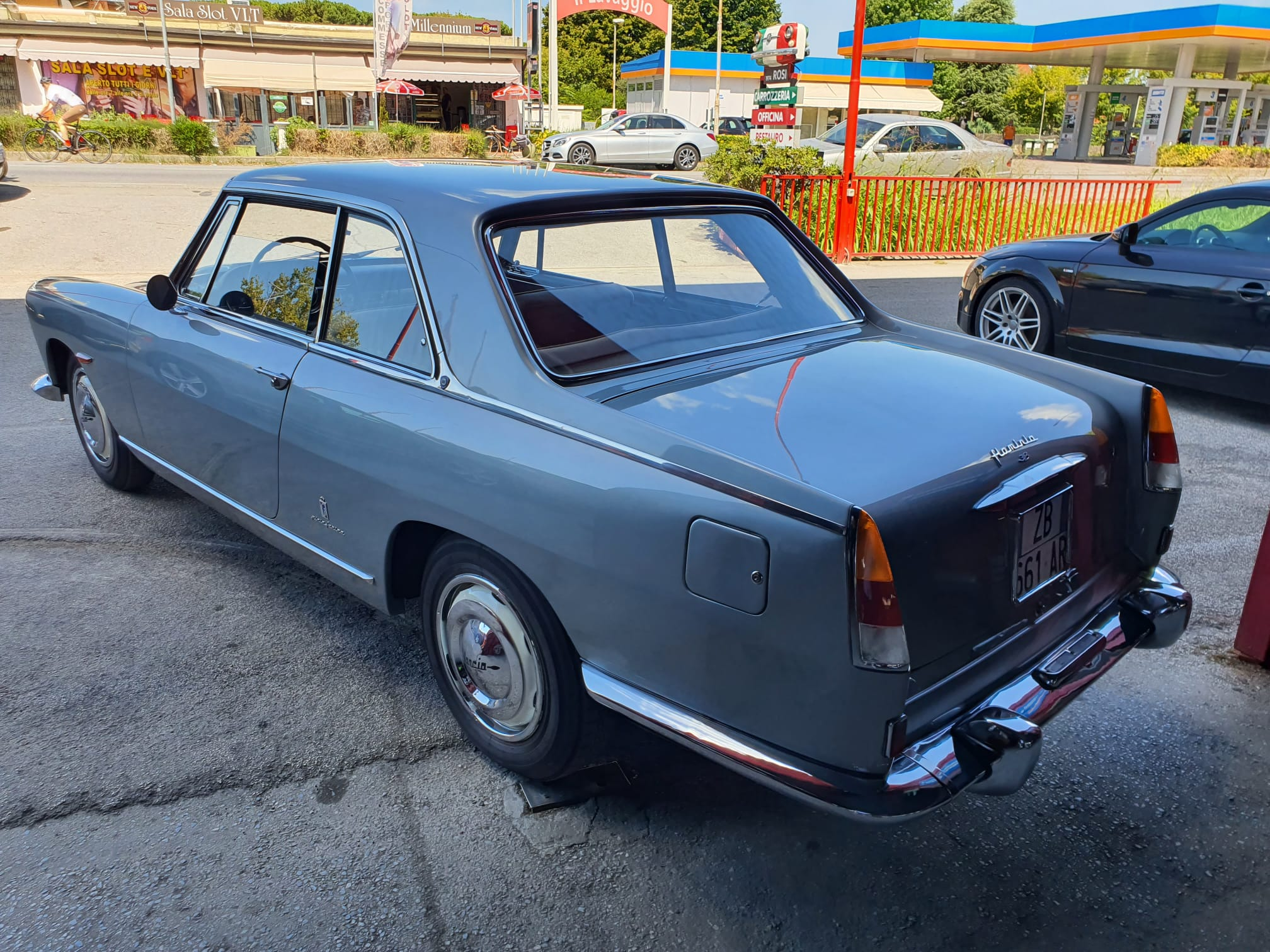
Lancia Flaminia Coupé, particolare baule e fanali posteriori

La Lancia Flaminia è la grande ammiraglia della Lancia; nasce per sostituire i fasti della precedente Aurelia e per porsi sul mercato come la nuova grande auto di rappresentanza di produzione italiana nel periodo che va dalla seconda metà degli anni cinquanta agli anni sessanta. Non ha una discendente diretta, poiché al momento del termine della produzione, nel 1969, nella medesima categoria di vetture il Gruppo Fiat ha in produzione la Fiat 130. Per avere una vettura Lancia della stessa categoria si dovrà attendere la Lancia Gamma nel 1976.

## La Flaminia

### Dalla Aurelia alla Flaminia
Più o meno nel momento in cui, nel 1955, la famiglia Lancia cede la maggioranza azionaria al gruppo Pesenti (Italcementi), alla direzione tecnica avviene una piccola rivoluzione: al posto dell'ingegner Vittorio Jano, che passa alla Ferrari, il 27 marzo 1955 viene nominato il professor Antonio Fessia, un tecnico illustre e di vasta esperienza.
Fessia è un fautore della trazione anteriore (infatti di li a qualche anno progetterà la Flavia, prima vettura di serie italiana con ruote motrici anteriori) ed inizia con la revisione del modello di punta, l'Appia, varando la seconda serie (che esce nei primi mesi del 1956), ma contemporaneamente deve occuparsi di progettare la macchina destinata a sostituire il modello Aurelia, che comincia a denunciare i suoi anni.
È così che nasce la Flaminia, un'automobile di alta classe, dall'indole assai meno vivace rispetto a quella della progenitrice, ma senza dubbio più moderna nella linea e più lussuosa nell'allestimento.
La prima Flaminia vede la luce nell'aprile del 1956 ed è la versione berlina.
Si tratta di una voluminosa limousine, la cui linea è dovuta a Pininfarina, dotata di motore a 6 cilindri a V di 60° da due litri e mezzo di cilindrata, erogante circa 100 HP e capace di spingere la vettura fino a 160 km orari.
Rispetto all'Aurelia, si presenta con una livrea totalmente diversa (tra cui l'abbandono della classica mascherina anteriore Lancia a favore di una a sviluppo orizzontale), ma con una meccanica non certo rivoluzionaria, in cui la variazione di maggior rilievo è data dal mutato sistema di sospensione anteriore, non più a foderi verticali, ma a trapezi trasversali e molloni elicoidali.
La messa a punto del nuovo modello richiede tuttavia più di un anno: la versione definitiva, che si caratterizza per il nuovo sistema di apertura delle porte (ora tutte incernierate anteriormente) e per un notevole allargamento della carrozzeria, viene esposta al Salone di Ginevra (marzo 1957), ma per le prime consegne ai clienti occorre attendere ancora qualche mese.

### La scelta del nome
Nel 1956, quando esce la vettura di fascia superiore destinata a sostituire l'Aurelia, la direzione Lancia sceglie un nome che abbandoni la serie di quelli aventi inizio con la lettera “a” (Aprilia, Ardea, Aurelia), ma che ripercorra la via intrapresa con la Aurelia e proseguita con l'Appia, designando cioè il modello con il nome di un'altra strada consolare romana, cioè “Flaminia”.

### Stile
Lo stile della Flaminia, preceduto dal prototipo Florida, ad opera di Pininfarina, segna una svolta epocale ed influenzerà tutta la produzione automobilistica successiva. Quando questi mostrò la sua ultima creatura al mondo durante il Salone dell'Automobile di Torino nella primavera del 1955, tutti furono impreparati, nessuno poteva capire in quel momento quanto la Florida avrebbe influenzato il car design negli anni a venire.
Per la prima volta, infatti, si supera lo stilema ponton, quasi un grumo di argilla, monolitico, organico, fatto di curve, dettato precedentemente da Pininfarina stesso con la Cisitalia 202. Come non c'era quasi stata una coupé o una berlina che non avesse pagato il "tributo" alla Cisitalia, viceversa ora con la Flaminia la carrozzeria non era più un blocco unico modellato, ma composto da varie superfici affiancate, ognuna con un concetto estetico proprio, raccordate ora anche da spigoli vivi. Tendenza che si diffonderà presto in Europa (Fiat 1800/2100/2300, Peugeot 404), quanto in oltre Oceano (basti pensare alle Pontiac Grand Prix e Buick Riviera del 1963) e rimarrà in voga ancora intatto venti anni dopo (Rolls-Royce Camargue).
Il profilo vettura appare lungo ed elegante, e la dimensione del volume di coda era sufficiente per un pieno equilibrio visivo con il cofano, dando enfasi alla statica distribuzione dei pesi 50/50.
La Flaminia era notevolmente pulita per il suo tempo. Il tema principale era la forma, con una quasi totale assenza di decorazione. Lateralmente, l'unica era la cornice cromata attorno alla vetratura, quasi a valorizzare il dettaglio più importante, ossia i suoi passeggeri.
Forte enfasi orizzontale è data dalla linea di cintura, che collega i parafanghi anteriori estendendosi fino a quelli posteriori, miscelandosi con la modanatura proveniente dal montante C. A rafforzare ulteriormente questo motivo vi è un teorico che piega la lamiera appena sopra i passaruota, estendendosi per tutta la lunghezza dell'auto.
Caratteristico il frontale basso e largo, che abbandona lo scudo Lancia a favore di una calandra orizzontale dal vago gusto Ferrari. Sul cofano è inserita una presa d'aria, mentre il parabrezza panoramico, di ispirazione americana, è ripreso dalla show car Florida. Da questa, e dalla precedente Aurelia quindi, si perdono invece le portiere posteriori a vento.
Nel posteriore il lunotto non è più montato a filo, ma incassato nei montanti, i quali prolungandosi dànno origine a pinne posteriori.

### La serie Flaminia
La berlina Flaminia inizia la sua carriera nel 1957; quattro anni dopo esce la sua seconda serie, caratterizzata da alcune piccole varianti meccaniche, che peraltro influiscono marginalmente sulle prestazioni. Poi, nel settembre 1963, riceve un motore di maggior cilindrata (2,8 litri contro 2,5), che accresce soprattutto le doti di elasticità e ripresa.

Il successo riscosso dalla Flaminia berlina, al suo apparire sul mercato, è indiscutibilmente buono: dopo aver degnamente sostituito la berlina Aurelia, la Lancia deve proporre le versioni dall'impronta più sportiva, quelle che debbono prendere il posto delle famose Aurelia B20 coupé e B24 spyder; per far questo, la casa torinese imbocca la strada già percorsa con l'Appia, creando un telaio che possa essere adeguatamente rivestito dai migliori carrozzieri italiani.
Le Flaminia sportive vengono esposte al pubblico per la prima volta in occasione del XV Salone dell'automobile di Torino, che si apre il 5 novembre 1958: sono tre versioni, tutte aventi forma di coupé, logicamente molto diverse tra loro e realizzate da tre dei carrozzieri italiani più quotati: Pininfarina, Touring e Zagato.
Rispetto a quella della berlina, la meccanica delle tre nuove coupé non presenta grandi rivoluzioni, se non l'accorciamento del passo (275 cm la coupé Pininfarina e 252 cm la Touring e la Zagato, contro i 287 cm della berlina) ed un incremento della potenza (da 102 a 119 HP).
Pininfarina presenta una lussuosa coupé, creata adattando il design del prototipo precedentemente realizzato su base Aurelia, chiamato Florida II (per anni auto personale dello stesso Battista Pininfarina); questa coupé rimane comunque nel contesto delle auto da rappresentanza dalle dimensioni generose, più che delle sportive, pur se non mancheranno partecipazioni, anche di successo, di questa vettura ad alcune competizioni velocistiche.

Touring espone invece, con la classica struttura definita “Superleggera” (ossatura in tubi di acciaio con copertura in alluminio), una filante versione a soli 2 posti, caratterizzata dalla doppia fanaleria anteriore e da vistosi gruppi ottici posteriori.

Zagato, specializzato nelle costruzioni di tipo più sportivo, lancia la sua berlinetta più spartana, di peso contenuto e dalla linea che ricalca quella della sorellina minore Appia. Le Flaminia Sport di Zagato parteciperanno a numerose competizioni, cogliendo, nella propria categoria, un buon numero di significativi successi.

Grazie alla maggiore potenza e alla diminuzione di peso, le tre coupé vantano prestazioni più elevate: le velocità massime dichiarate sono di 170 km orari per la coupé di Pininfarina, di 180 per la Touring e di 190 per la Zagato.
Per il parto della versione aperta della Flaminia, che sostituisce la B24 Aurelia, occorrerà pazientare ancora più di un anno: la “convertibile” (questa la denominazione ufficiale) - che porta a cinque il numero di versioni della Flaminia - esce infatti nel marzo del 1960, quando viene esposta al Salone di Ginevra. È dovuta a Touring e ha una linea che è sostanzialmente identica a quella della coupé, dalla quale naturalmente eredita anche la meccanica. 

Le evoluzioni successive possono così sintetizzarsi:
- 1962 (gennaio): le coupé Touring e Zagato e la convertibile Touring montano un motore che, grazie all'alimentazione mediante 3 carburatori, eroga una potenza di 140 HP (contro 128); queste vetture vengono identificate mediante l'aggiunta della sigla “3C”;
- 1962 (settembre): anche la coupé Pininfarina viene modificata nell'alimentazione ed adotta un carburatore triplo corpo; il motore eroga così 128 HP (contro 119); questa vettura viene identificata mediante l'aggiunta della sigla “3B”;
- 1963 (settembre): nasce una nuova versione della GT Touring, maggiorata nel passo, che ora può ospitare 2 persone sul sediolo posteriore (cosiddetta versione 2+2); la nuova versione viene identificata come “3C-GTL”;
- 1963 (settembre): come la berlina, anche tutte le versioni derivate possono montare, in luogo del 2,5 litri, il motore maggiorato a 2,8 litri;
- 1964 (novembre): nasce l'ultima Flaminia, la Supersport, sempre carrozzata da Zagato;
- 1970 (marzo): la Flaminia sparisce definitivamente dai listini; le ultime ad essere commercializzate sono state la berlina e la coupé di Pininfarina.

Per chiudere la storia della Flaminia, occorre ancora citare i 4 o 5 esemplari di vettura "Presidenziale", costruiti (nel 1960-61) da Pininfarina per la Presidenza della Repubblica Italiana.

### Schema periodi commercializzazione Flaminia
| Commercializzazione in Italia Flaminia con motore da 2457 cm³ | Commercializzazione in Italia Flaminia con motore da 2457 cm³ | Commercializzazione in Italia Flaminia con motore da 2457 cm³ | Commercializzazione in Italia Flaminia con motore da 2457 cm³ | Commercializzazione in Italia Flaminia con motore da 2457 cm³ | Commercializzazione in Italia Flaminia con motore da 2457 cm³ | Commercializzazione in Italia Flaminia con motore da 2457 cm³ |
| ------------------------------------------------------------- | ------------------------------------------------------------- | ------------------------------------------------------------- | ------------------------------------------------------------- | ------------------------------------------------------------- | ------------------------------------------------------------- | ------------------------------------------------------------- |
| Anni                                                          | Berlina                                                       | Coupé                                                         | GT                                                            | Convert                                                       | GTL 2+2                                                       | Sport                                                         |
|                                                               |                                                               |                                                               |                                                               |                                                               |                                                               |                                                               |
| 1957                                                          | maggio/dicembre                                               | ---                                                           | ---                                                           | ---                                                           | ---                                                           | ---                                                           |
| 1958                                                          | tutto l'anno                                                  | ---                                                           | ---                                                           | ---                                                           | ---                                                           | ---                                                           |
| 1959                                                          | tutto l'anno                                                  | tutto l'anno                                                  | tutto l'anno                                                  | ---                                                           | ---                                                           | tutto l'anno                                                  |
| 1960                                                          | tutto l'anno                                                  | tutto l'anno                                                  | tutto l'anno                                                  | giugno/dicembre                                               | ---                                                           | tutto l'anno                                                  |
| 1961                                                          | tutto l'anno (da dicembre 2ªserie)                            | tutto l'anno                                                  | tutto l'anno                                                  | tutto l'anno                                                  | ---                                                           | tutto l'anno                                                  |
| 1962                                                          | tutto l'anno                                                  | tutto l'anno (da ottobre tipo 3B)                             | tutto l'anno (da febbraio tipo 3C)                            | tutto l'anno (da febbraio tipo 3C)                            | ---                                                           | tutto l'anno (da febbraio tipo 3C)                            |
| 1963                                                          | tutto l'anno                                                  | tutto l'anno                                                  | tutto l'anno                                                  | tutto l'anno                                                  | solo 2 o 3 esemplari                                          | tutto l'anno                                                  |
| 1964                                                          | tutto l'anno                                                  | tutto l'anno                                                  | tutto l'anno                                                  | tutto l'anno                                                  | ---                                                           | tutto l'anno                                                  |
| 1965                                                          | tutto l'anno                                                  | tutto l'anno                                                  | tutto l'anno                                                  | tutto l'anno                                                  | ---                                                           | gennaio/giugno                                                |
| 1966                                                          | tutto l'anno                                                  | tutto l'anno                                                  | tutto l'anno                                                  | tutto l'anno                                                  | ---                                                           | ---                                                           |
| 1967                                                          | tutto l'anno                                                  | tutto l'anno                                                  | tutto l'anno                                                  | tutto l'anno                                                  | ---                                                           | ---                                                           |
| 1968                                                          | gennaio/ottobre                                               | gennaio/ottobre                                               | gennaio/ottobre                                               | gennaio/ottobre                                               | ---                                                           | ---                                                           |

| Commercializzazione in Italia Flaminia con motore da 2774 cm³ | Commercializzazione in Italia Flaminia con motore da 2774 cm³ | Commercializzazione in Italia Flaminia con motore da 2774 cm³ | Commercializzazione in Italia Flaminia con motore da 2774 cm³ | Commercializzazione in Italia Flaminia con motore da 2774 cm³ | Commercializzazione in Italia Flaminia con motore da 2774 cm³ | Commercializzazione in Italia Flaminia con motore da 2774 cm³ | Commercializzazione in Italia Flaminia con motore da 2774 cm³ |
| ------------------------------------------------------------- | ------------------------------------------------------------- | ------------------------------------------------------------- | ------------------------------------------------------------- | ------------------------------------------------------------- | ------------------------------------------------------------- | ------------------------------------------------------------- | ------------------------------------------------------------- |
| Anni                                                          | Berlina                                                       | Coupé                                                         | GT                                                            | Convert                                                       | GTL 2+2                                                       | Sport                                                         | Supersport                                                    |
|                                                               |                                                               |                                                               |                                                               |                                                               |                                                               |                                                               |                                                               |
| 1963                                                          | ottobre/dicembre                                              | ottobre/dicembre                                              | ottobre/dicembre                                              | ottobre/dicembre                                              | ottobre/dicembre                                              | ottobre/dicembre                                              | ---                                                           |
| 1964                                                          | tutto l'anno                                                  | tutto l'anno                                                  | tutto l'anno                                                  | tutto l'anno                                                  | tutto l'anno                                                  | gennaio/novembre                                              | dicembre                                                      |
| 1965                                                          | tutto l'anno                                                  | tutto l'anno                                                  | tutto l'anno                                                  | tutto l'anno                                                  | tutto l'anno                                                  | ---                                                           | tutto l'anno                                                  |
| 1966                                                          | tutto l'anno                                                  | tutto l'anno                                                  | tutto l'anno                                                  | tutto l'anno                                                  | tutto l'anno                                                  | ---                                                           | tutto l'anno                                                  |
| 1967                                                          | tutto l'anno                                                  | tutto l'anno                                                  | tutto l'anno                                                  | tutto l'anno                                                  | tutto l'anno                                                  | ---                                                           | tutto l'anno                                                  |
| 1968                                                          | tutto l'anno                                                  | tutto l'anno                                                  | gennaio/ottobre                                               | gennaio/ottobre                                               | gennaio/ottobre                                               | ---                                                           | gennaio/ottob                                                 |
| 1969                                                          | tutto l'anno                                                  | tutto l'anno                                                  | ---                                                           | ---                                                           | ---                                                           | ---                                                           | ---                                                           |
| 1970                                                          | gennaio/febbr                                                 | gennaio/febbr                                                 | ---                                                           | ---                                                           | ---                                                           | ---                                                           | ---                                                           |

### Numerazione telai Flaminia
Nota generale preliminare

I dati di cui alle tabelle sotto-riportate sono tratti per la quasi totalità dal volume «La Lancia» di Wim H.J. Oude Weernink e Adriano Cimarosti, Edito da Motor Racing Publications LtD (Croydon, GB) nel 1991 e sono stati integrati con ulteriori notizie attinte principalmente da due volumi : 1. «Lancia Fulvia, Flavia, Flaminia» di Sergio Puttini, Edito da Giorgio Nada Editore(Milano, I) nel 1989; 2. «The Italian Car Registry» di John De Boer, Corrado Bellabarba e Lorenzo Boscarelli, Edito da John Fulton De Boer (Walnut Creek, USA) nel 1994.

| Numerazione telai vetture Flaminia con motore da 2457 cm³ | Numerazione telai vetture Flaminia con motore da 2457 cm³ | Numerazione telai vetture Flaminia con motore da 2457 cm³ | Numerazione telai vetture Flaminia con motore da 2457 cm³ | Numerazione telai vetture Flaminia con motore da 2457 cm³ | Numerazione telai vetture Flaminia con motore da 2457 cm³ | Numerazione telai vetture Flaminia con motore da 2457 cm³ | Numerazione telai vetture Flaminia con motore da 2457 cm³                                                       | Numerazione telai vetture Flaminia con motore da 2457 cm³ |
| --------------------------------------------------------- | --------------------------------------------------------- | --------------------------------------------------------- | --------------------------------------------------------- | --------------------------------------------------------- | --------------------------------------------------------- | --------------------------------------------------------- | --- | --------------------------------------------------------- |
| Sigla                                                     | Gui da                                                    | Anni                                                      | Dal n°                                                    | Al n°                                                     | Quan tità                                                 | Modello                                                   | Specifica | Esemplari                                                 |
|                                                           |                                                           |                                                           |                                                           |                                                           |                                                           |                                                           | |                                                           |
| 813.00 813.03 813.36                                      | SN                                                        | '57..'61                                                  | 1001                                                      | 3695                                                      | 2695                                                      | Berlina 1ª serie                                          | Berlina Berlina con frizione automatica Berlina per gli USA                                                     | 2616 [1] 48 [1] 31                                        |
| 813.10 813.11                                             | SN DS                                                     | '61..'63                                                  | 5001                                                      | 5638                                                      | 638                                                       | Berlina 2ª serie                                          | Berlina | 638                                                       |
| 813.12                                                    | SN                                                        | '62                                                       | 1001                                                      | 1012                                                      | 12                                                        | Berlina Speciale                                          | Berlina Speciale                                                                                                | 12                                                        |
| 813.50                                                    | SN                                                        | '59                                                       | 0001                                                      | 0001                                                      | 1                                                         | Flaminia Florida II                                       | Flaminia Florida II                                                                                             | 1                                                         |
| 813.99                                                    | SN                                                        | '61                                                       | 1001                                                      | 1004                                                      | 4                                                         | Presidenziale                                             | Presidenziale "335"                                                                                             | 4 [2]                                                     |
| 823.00 823.01                                             | SN DS                                                     | '59..'62                                                  | 1001                                                      | 4053 1148                                                 | 3053 148                                                  | Coupé 1ª serie                                            | Coupé (Pininfarina) (guida SN) Coupé (Loewy-Nardi-Motto) Loraymo [3] Coupé (Pininfarina) (guida DS)             | 3052 1 [3] 148                                            |
| 823.02 823.03                                             | SN DS                                                     | '62..'63                                                  | 4054 1149                                                 | 4966 1185                                                 | 913 37                                                    | Coupé 3B                                                  | Coupé 3B (Pininfarina)(guida SN) Coupé 3B (Pininfarina)(guida DS)                                               | 913 37                                                    |
| 824.00 824.01 824.02 824.03                               | SN DS SN DS                                               | '59..'61                                                  | 1001                                                      | 2067                                                      | 1067                                                      | GT Coupé Sport                                            | GT Coupé (Touring) Sport (Zagato)                                                                               | 868 199                                                   |
| 824.04                                                    | SN                                                        | '60..'61                                                  | 1001                                                      | 1421                                                      | 421                                                       | Convertibile                                              | Convertibile (Touring) Convertibile (Vignale) Spider (Boneschi) Riconvertiti [4]                                | 378 1 41 [4]                                              |
| 824.10 824.11 824.12 824.13                               | SN DS -- SN                                               | '62..'63                                                  | 3001                                                      | 3856                                                      | 856                                                       | 3C GT Coupé 3C Sport                                      | 3C GT Coupé (Touring) (guida SN) 3C GT Coupé (Touring) (guida DS) 3C Sport (Zagato) (guida SN) Riconvertiti [5] | 672 10 152 22 [5]                                         |
| 824.14 824.15                                             | SN DS                                                     | '62..'63                                                  | 2001                                                      | 2247                                                      | 247                                                       | 3C Convertibile                                           | 3C Convertibile (Touring)(guida SN) 3C Convertibile (Touring)(guid DS)                                          | 245 2                                                     |
| 824.16                                                    | SN                                                        | '63                                                       | 1001                                                      | 1002 [6]                                                  | 2 6]                                                      | 3C GTL Coupé                                              | 3C GTL Coupé (Touring)                                                                                          | 2 [6]                                                     |

Note

[1] Secondo il volume «Lancia Fulvia, Flavia, Flaminia» di Sergio Puttini, Edito da Giorgio Nada Editore(Milano, I) nel 1989, le Flaminia tipo 813.00 sarebbero 2623 e quelle tipo 813.03 sarebbero 41.

[2] Secondo alcuni, le Flaminia Presidenziali costruite sarebbero 5 e non 4.

[3] Si è stimato che la "Loraymo" sia stata costruita partendo da uno chassis 823.00.

[4] Probabilmente riconvertiti in 824.14 (3C Convertibile) e come tali marchiati.

[5] Riconvertiti in 826.232 (Supersport).

[6] Secondo il volume «Lancia Fulvia, Flavia, Flaminia» di Sergio Puttini, Edito da Giorgio Nada Editore(Milano, I) nel 1989, gli esemplari costruiti sarebbero 3, numerati da 1001 a 1003.
| Numerazione chassis vetture Flaminia con motore da 2774 cm³ | Numerazione chassis vetture Flaminia con motore da 2774 cm³ | Numerazione chassis vetture Flaminia con motore da 2774 cm³ | Numerazione chassis vetture Flaminia con motore da 2774 cm³ | Numerazione chassis vetture Flaminia con motore da 2774 cm³ | Numerazione chassis vetture Flaminia con motore da 2774 cm³ | Numerazione chassis vetture Flaminia con motore da 2774 cm³ | Numerazione chassis vetture Flaminia con motore da 2774 cm³                                                                    | Numerazione chassis vetture Flaminia con motore da 2774 cm³ |
| ----------------------------------------------------------- | ----------------------------------------------------------- | ----------------------------------------------------------- | ----------------------------------------------------------- | ----------------------------------------------------------- | ----------------------------------------------------------- | ----------------------------------------------------------- | --- | ----------------------------------------------------------- |
| Sigla                                                       | Gui da                                                      | Anni                                                        | Dal n°                                                      | Al n°                                                       | Quan tità                                                   | Mod                                                         | Specifica | Esemplari                                                   |
|                                                             |                                                             |                                                             |                                                             |                                                             |                                                             |                                                             | |                                                             |
| 826.000 826.001                                             | SN DS                                                       | '63..'69                                                    | 1001                                                        | 1599                                                        | 599                                                         | Berlina                                                     | Berlina (guida SN) Berlina (guida DS)                                                                                          | 556 43                                                      |
| 826.030 826.031                                             | SN DS                                                       | '63..'67                                                    | 1001 [1]                                                    | 2085 [1]                                                    | 1085 [1]                                                    | Coupé 3B                                                    | Coupé 3B (Pininfarina)(guida SN) Coupé 3B (Pininfarina)(guida DS)                                                              | 1037 [1] 48 [1]                                             |
| 826.132 826.133                                             | SN --                                                       | '63..'64                                                    | 1001                                                        | 1070                                                        | 70                                                          | 3C Sport                                                    | 3C Sport (Zagato) Riconvertiti [2]                                                                                             | 33 37 [2]                                                   |
| 826.134 826.135                                             | SN DS                                                       | '63..'64                                                    | 1001                                                        | 1180                                                        | 180                                                         | 3C Convertibile                                             | 3C Convertibile (Touring)(guida SN) 3C Convertibile (Touring)(guid DS)                                                         | 176 4                                                       |
| 826.138 826.139                                             | SN DS                                                       | '63..'65                                                    | 1001                                                        | 1168                                                        | 168                                                         | 3C GT Coupé Coupé Speciale Pininfarina Coupé Ghia           | 3C GT Coupé (Touring)(guida SN) 3C GT Coupé (Touring)(guida DS) Coupé Speciale (Pininfarina)(#1167) Coupé Marica (Ghia)(#1168) | 165 1                                                       |
| 826.140 826.141                                             | SN DS                                                       | '63..'65                                                    | 1001                                                        | 1300                                                        | 300                                                         | 3C GTL Coupé                                                | 3C GTL Coupé (Touring)(guida SN) 3C GTL Coupé (Touring)(guida DS)                                                              | 295 5                                                       |
| (826.132) 826.232 826.233                                   | SN SN DS                                                    | '64..'67                                                    | 2001                                                        | 2150                                                        | 150                                                         | Supersport                                                  | Supersport (Zagato)(guida SN) Supersport (Zagato)(guida DS)                                                                    | 148 2                                                       |

Note

[1] Secondo il volume «La Lancia» di Wim H.J. Oude Weernink e Adriano Cimarosti, Edito da Motor Racing Publications LtD (Croydon, GB) nel 1991, le Flaminia Coupé 3B da 2,8 litri sarebbero state costruite in 1133 esemplari (anziché 1048) e le numerazioni sarebbero state, da 1001 a 2085 per la 826.030 e da 1001 a 1048 per la 826.031. Secondo invece il volume «Lancia Fulvia, Flavia, Flaminia» di Sergio Puttini, Edito da Giorgio Nada Editore(Milano, I) nel 1989, le Flaminia Coupé 3B da 2,8 litri sarebbero in tutto 1085, con numerazione unica da 1001 a 2085.

[2] Riconvertiti in 826.232 (Supersport).

### Dati di produzione
Anno per anno 

I dati sotto riportati sono stati tratti dal volume «Storia della Lancia, Impresa Tecnologie Mercati 1906-1969» di Autori Diversi, Edito nel 1992 dal Gruppo Editoriale Fabbri.
| Produzione Flaminia anno per anno |         |          |        |
| Anno                              | Berlina | Derivate | Totale |
| 1957                              | 479     | ---      | 479    |
| 1958                              | 1069    | ---      | 1069   |
| 1959                              | 421     | 688      | 1109   |
| 1960                              | 508     | 1865     | 2373   |
| 1961                              | 338     | 1856     | 2194   |
| 1962                              | 348     | 1238     | 1586   |
| 1963                              | 338     | 1688     | 2026   |
| 1964                              | 206     | 920      | 1126   |
| 1965                              | 91      | 177      | 268    |
| 1966                              | 37      | 46       | 83     |
| 1967                              | 40      | --       | 40     |
| 1968                              | 41      | --       | 41     |
| 1969                              | 36      | --       | 36     |
| 1970                              | 8       | --       | 8      |
| Totale                            | 3.960   | 8.478    | 12.438 |

Modello per modello
I dati sotto-riportati (tratti nella quasi totalità dal volume «La Lancia» di Wim H.J. Oude Weernink e Adriano Cimarosti, Edito da Motor Racing Publications LtD (Croydon, GB) nel 1991) sono ricavati essenzialmente dalle numerazioni dei telai.
| Produzione Flaminia modello per modello  |           |             |                                                                                                |                |
| Modello                                  | Anno      | Quantità    | Dettaglio                                                                                      | Quantità       |
| Berlina 1ª serie                         | 1957-1961 | 2695        | Berlina Berlina Saxomat Berlina Saxomat per USA                                                | 2616 48 31     |
| Berlina 2ª serie                         | 1961-1963 | 638         | Berlina                                                                                        | 638            |
| Berlina Speciale                         | 1962      | 12          | Berlina Speciale                                                                               | 12             |
| Presidenziale (335)                      | 1961      | 4 o 5       | Presidenziale (335)                                                                            | 4              |
| Berlina 2800                             | 1963-1970 | 599         | Berlina 2800                                                                                   | gs=556 gd=43   |
| Totale berlina                           | 1957-1970 | 3944        |                                                                                                | 3944           |
| Florida II                               | 1959      | 1           | Florida II                                                                                     | 1              |
| Totale Florida II                        | 1959      | 1           |                                                                                                | 1              |
| Presidenziale (335)                      | 1961      | 4           | Presidenziale (335)                                                                            | 4 o 5          |
| Totale Presidenziale (335)               | 1961      | 4 / 5       |                                                                                                | 4 / 5          |
| Coupé 1ª serie                           | 1959-1962 | 3200        | Coupé                                                                                          | gs=3052 gd=148 |
| Coupé 3B                                 | 1962-1963 | 950         | Coupé 3B                                                                                       | gs=913 gd=37   |
| Coupé 3B 2800                            | 1963-1967 | 1085        | Coupé 3B 2800                                                                                  | gs=1037 gd=48  |
| Totale Coupé Pininfarina                 | 1959-1967 | 5235        |                                                                                                | 5235           |
| GT Coupé                                 | 1959-1961 | 868         | GT Coupé                                                                                       | 868            |
| 3 C GT Coupé                             | 1962-1963 | 682         | 3 C GT Coupé                                                                                   | gs=672 gd=10   |
| 3 C GTL Coupé                            | 1963      | 2 o 3       | 3 C GTL Coupé                                                                                  | 2 o 3          |
| 3 C GT Coupé 2800                        | 1963-1965 | 166         | 3 C GT Coupé 2800                                                                              | gs=165 gd=1    |
| 3 C GTL Coupé 2800                       | 1963-1965 | 300         | 3 C GTL Coupé 2800                                                                             | gs=295 gd=5    |
| Totale GT Coupé Touring                  | 1959-1965 | 2018 / 2019 |                                                                                                | 2018 / 2019    |
| GT Convertibile                          | 1960-1961 | 378         | GT Convertibile                                                                                | 378            |
| 3C GT Convertibile                       | 1962-1963 | 247         | 3C GT Convertibile                                                                             | gs=245 gd=2    |
| 3C GT Convertibile 2800                  | 1963-1964 | 180         | 3C GT Convertibile 2800                                                                        | gs=176 gd=4    |
| Totale GT Convertibile Touring           | 1960-1964 | 805         |                                                                                                | 805            |
| Sport                                    | 1959-1961 | 199         | Sport Zagato                                                                                   | 199            |
| 3 C Sport                                | 1962-1963 | 152         | 3C Sport Zagato                                                                                | 152            |
| 3 C Sport 2800                           | 1963-1964 | 33          | 3C Sport Zagato 2800                                                                           | 33             |
| 3 C Super Sport                          | 1964-1967 | 150         | 3C Super Sport Zagato                                                                          | gs=148 gd=2    |
| Totale Sport Zagato                      | 1959-1967 | 534         |                                                                                                | 534            |
| Coupé "Loraymo"                          | 1959      | 1           | Coupé Loewy-Motto-Nardi "Loraymo"                                                              | 1              |
| Convertibile Vignale                     | 1959      | 1           | Convertibile Vignale                                                                           | 1              |
| Spider Boneschi                          | 1961      | 1           | Spider Boneschi                                                                                | 1              |
| Coupé Speciale Pininfarina               | 1963      | 1           | Coupé Speciale Pininfarina                                                                     | 1              |
| Coupé Ghia                               | 1965      | 1           | Coupé Ghia "Marica"                                                                            | 1              |
| Totale esemplari unici                   | 1959-1965 | 5           | Totale esemplari unici (fuoriserie)                                                            | 5              |
| Totale generale                          | 1957-1970 |             |                                                                                                | 12.546         |
| Riepilogo                                |           |             |                                                                                                |                |
| Berline+Florida+Presidenziali            |           |             | (Conteggiando solo 4 esemplari di Presidenziali)                                               | 3949           |
| Coupé Pininfarina                        |           |             |                                                                                                | 5235           |
| Coupé GT Touring Convertibile GT Touring |           |             | Secondo alcuni la Touring avrebbe costruito, in totale, 2750 vetture (contro 2018 + 805 =2823) | 2018 805       |
| Sport e Supersport Zagato                |           |             | Secondo alcuni la Zagato avrebbe costruito, in totale, 526 vetture (contro 534)                | 534            |
| Esemplari unici (fuoriserie)             |           |             |                                                                                                | 5              |
| Totale generale                          | 1957-1970 |             | Totale di 12.465 conteggiando 2.750 Touring e 526 Zagato                                       | 12.546         |

Valutazioni conclusive
Benché nulla di certo possa essere affermato, si osserva che, tra i dati della produzione anno per anno (12.438) e quelli per modello (12.546, dedotti prevalentemente dalle numerazioni degli chassis) esiste un divario di 108 unità; i dati per anno, poi, portano ad un piccolo maggior numero di berline (11 in più) e ad un divario maggiore per le "derivate" (119 in meno).
Qualora però si assumesse il dato riportato a pagina 394/395 del libro «La Lancia» di Wim H.J. Oude Weernink e Adriano Cimarosti, Edito da Motor Racing Publications LtD (Croydon, GB) nel 1991, che indica in 2.750 gli esemplari carrozzati da Touring e in 526 quelli realizzati da Zagato, la differenza si ridurrebbe, complessivamente, a sole 27 unità.

### Vendite in Italia
La tabella sotto-riportata (ricavata soprattutto dalla collezione della rivista "Quattroruote") indica le Flaminia immatricolate anno per anno.
| Immatricolazioni di Lancia Flaminia in Italia |                    |                    |                  |
| Anno                                          | Esemplari 2457 cm³ | Esemplari 2774 cm³ | Esemplari totale |
| 1957                                          | 371                |                    | 371              |
| 1958                                          | 674                |                    | 674              |
| 1959                                          | 563                |                    | 563              |
| 1960                                          | 1184               |                    | 1184             |
| 1961                                          | 1521               |                    | 1521             |
| 1962                                          | 1095               |                    | 1095             |
| 1963                                          | 895                | 124                | 1019             |
| 1964                                          | 61                 | 292                | 353              |
| 1965                                          | 10                 | 293                | 303              |
| 1966                                          | 9                  | 184                | 193              |
| 1967                                          | 2                  | 48                 | 50               |
| 1968                                          | 17                 | 165                | 182              |
| 1969                                          | 1                  | 20                 | 21               |
| 1970                                          |                    | 4                  | 4                |
| Totale                                        | 6.403              | 1.130              | 7.533            |

Note

Le Lancia Flaminia nelle diverse versioni vendute (o meglio immatricolate nuove) in Italia dal 1957 al 1970 sono state 7.533, circa il 60% della produzione.

All'estero dunque sono andati poco meno di 5000 esemplari.

Da notare che le esportazioni sono state percentualmente maggiori per le "2.8" (più del 50%).

## Le Flaminia fuori serie
Sono soltanto 5 le Flaminia carrozzate "fuori serie" in esemplare unico di cui si ha notizia.
In ordine cronologico:

Una spider carrozzata da Vignale (1959)

Lo stravagante esemplare Nardi-Loewy, denominato "Loraymo", realizzato da Motto (1960)

Una convertibile, denominata "Amalfi", carrozzata da Boneschi (1961)

Una coupé, denominata "Speciale", carrozzata da Pininfarina (1963)

Una coupé, denominata "Marica", carrozzata da Ghia (1969)

### Flaminia Spider Vignale (1959)
Alla quarantunesima edizione del Salone dell'Automobile di Torino, che si tiene dal 31 ottobre all'11 novembre del 1959, la Lancia presenta solo Flaminia chiuse, berlina o coupé. C'è invece, nello spazio del carrozziere Vignale, una spider/cabriolet, progettata da Giovanni Michelotti, costruita sull'autotelaio Flaminia con passo di 252 cm e motore da 119 cv (lo stesso utilizzato per le coupé Touring e Zagato). Questo modello rappresenta il prototipo della versione aperta della Flaminia, che la carrozzeria Vignale ha approntato in concorrenza con analogo prodotto della Touring.
L'esemplare esposto a Torino, che è poi l'unico costruito, ha colore azzurro scuro (definito all'epoca come "luce di mezzanotte"), gli interni in pelle, la capote che scompare nella coda. La presa d'aria sul cofano motore è rovesciata, ovvero con la fessura rivolta verso il parabrezza.
Il disegno del cruscotto ha una cornice trapezoidale.

La Flaminia spider Vignale al Salone dell'Automobile di Torino 1959
La parte posteriore della Flaminia spider di Vignale
Cruscotto e comandi della Flaminia spider di Vignale

### Flaminia Coupé Loevy-Motto-Nardi "Loraymo" (1960)
L'eclettico carrozziere torinese Rocco Motto è ingaggiato da un ricco statunitense, Raymond Loewy - molto noto in quanto designer, tra l'altro, della Studebaker, di treni, del marchio della Lucky Strike e della bottiglia della Coca Cola - il quale ha disegnato un'originalissima carrozzeria per uno chassis Flaminia Coupé con passo di cm 275 (tipo 823.00), e chiede a Motto di realizzargliela.
Motto, che tra l'altro è uno specialista nella lavorazione dell'alluminio, accetta e perviene ad un risultato talmente gradito a Loewy, che questi lo vuole con sé al 47º Salone dell'automobile di Parigi, che si svolge dal 6 al 16 ottobre del 1960, quando la vettura (color ambra scuro metallizzato) viene esposta per la prima volta al pubblico. Il nome dato alla macchina, "Loraymo", è composto da parte del cognome e parte del nome (LOewy RAYMOnd) del designer statunitense e corrisponde all'indirizzo telegrafico dello studio Loewy.
Tra le particolarità della linea ci sono:

1. l'alettone regolabile posto sopra al lunotto (tipo quello che parecchi anni dopo verrà adottato da altre due Lancia, la Stratos prima e la Delta Integrale Evoluzione poi), il cui scopo è ridurre la turbolenza aerodinamica a bassa pressione che si determina dietro il corpo del solido e che ha un effetto frenante alle alte velocità;

2. l'ampia calandra a griglia racchiusa in una cornice di acciaio cromato libera di scorrere per svolgere la funzione di paraurti (dei quali in realtà anteriormente è priva);

3. i parafanghi anteriori arretrati, con la parte frontale disegnata in modo che i tamburi dei freni anteriori siano direttamente investiti dall'aria, onde ottenere il migliore raffreddamento;

4. i fari antinebbia posti al di fuori della carrozzeria;

5. le fiancate che presentano una convessità nella parte centrale, che con il suo "effetto bottiglia Coca-Cola" migliora l'aerodinamica della vettura;

6. l'assenza dell'apertura del cofano del bagagliaio (accessibile quindi soltanto dall'abitacolo).
La "Loraymo" è munita del motore Flaminia tipo 823.00 (montato sulle Flaminia derivate) elaborato però dallo specialista torinese Nardi, il quale ne ricava una potenza di circa 150 cv (contro i 119 originali).
Loewy, che ha fatto costruire la vettura per usarla personalmente, la impiega dapprima in Europa e successivamente in America, poi se ne perdono le tracce. Qualche anno dopo la morte del designer (14 luglio 1986) la vettura viene scovata dal presidente del Club Lancia d'America che la dona alla Casa madre torinese per il suo Museo, dove viene perfettamente restaurata.

La "Loraymo" Loewy-Motto-Nardi vista di 3/4 posteriore
Particolare del frontale della "Loraymo"
Anteriore, posteriore e fiancata
Particolare dell'alettone della "Loraymo"
Particolare del posto di guida della "Loraymo": il volante è un Nardi, e si vede un embrione di bar itinerante posto sul tunnel della trasmissione
La Flaminia "Loraymo" - meccanicamente elaborata dallo specialista Nardi - disegnata dall'architetto e stilista statunitense Raymond Loewy (che è appoggiato alla vettura) e realizzata in alluminio dal carrozziere Motto (1960)

### Flaminia Convertibile Boneschi "Amalfi" (1961)
Nell'aprile del 1961, la carrozzeria milanese Boneschi allestisce una convertibile su uno degli chassis Flaminia destinati alla Touring (siglati 824.04) munito dunque del motore da 119 cv. La vettura, denominata "Amalfi", suscita pareri contrastanti per la sua linea spigolosa.
Si tratta comunque di un esemplare unico, senza seguito produttivo neppure di modesta entità.
Il disegno è opera dello stilista Rodolfo Bonetto.

La Flaminia "Amalfi" carrozzata Boneschi
Vista di ¾ posteriore
Frontale

### Flaminia Speciale Coupé Pininfarina (1963)
Al 45º Salone dell'automobile di Torino (30 ottobre-10 novembre 1963) Pininfarina espone, su meccanica Flaminia 3C di 2.8 litri (telaio 826.138-1167), un coupé caratterizzato dal non casuale contrasto stilistico tra il frontale - chiaramente ispirato a quello della sorella più piccola, la Flavia coupé - ed il resto della macchina, molto sfaccettato e sfuggente. Il disegno è da attribuire allo stilista Tom Tjaarda, recentemente passato dalla Ghia alla Pininfarina, e segue le linee guida viste nelle contemporanee Fiat 2300 Coupé Speciale (1962) e Lausanne (1963) e nella Chevrolet Corvair, anche se nella Flaminia Tjaarda ha evitato di inserire i fari a mandorla che caratterizzano invece la Chevrolet.
Nell'abitacolo, la selleria è in pelle nera, i sedili sono di forma anatomica ed hanno nello schienale una feritoia che deve consentire una costante aerazione; il cruscotto è completamente imbottito per proteggere meglio gli occupanti in caso di eventuali urti.
La vettura esposta al Salone di Torino (color paglierino) appare, inalterata, al 34º Salone dell'automobile di Ginevra (12-22 marzo 1964). Dopo gli Show del 1965, la macchina divenne quella di uso personale di Battista Pininfarina. Furono modificate le luci posteriori e il colore cambiò in argento metallizzato. Pininfarina SpA mantenne l'auto fino al 1972, quando un anestesista statunitense riuscì a negoziarne l'acquisto per 4200 dollari, dopo sei mesi di trattative con il direttore commerciale di Pininfarina. Il dottor Richard Buckingham (questo il suo nome) fu il sessantatreesimo membro della Lancia American Club, dopo essersi iscritto nel 1968 ed esserne stato il presidente per 15 anni. La macchina aveva percorso appena 9100 km (5642 miglia), quando l'acquistò, la curò amorevolmente, la esibì regolarmente a mostre e concorsi, compreso il concorso d'eleganza di Pebble Beach del 1989, dove la macchina raggiunse il 3º posto nella classe 1955-63 riservata ai Carrozzieri Italiani. Poco dopo la macchina fu venduta alla collezione Matsuda in Giappone, e lì la vettura fu restituita al suo colore originale bianco perla. Nel 2003 fu venduta in British Columbia, in Canada, e poi al suo quarto proprietario nel 2008, il signor Heumann, presidente del Concorso di Pebble Beach. Nel 2011 è stata acquistata da Corrado Lopresto e riportata in Italia. La macchina rimane sostanzialmente originale con solo 19000 km percorsi (11780 miglia).
Oggi la vettura è molto ben conservata e in ottime condizioni sostanzialmente originali. Tutte le luci (a parte le lenti decorative sulla parte superiore dei parafanghi posteriori) hanno qualcosa in comune con la produzione contemporanea di modelli Lancia. Sono tutti del tipo originale, compresi i fari Carello. La macchina ha dei bei dettagli, come le linee di carattere sottile sul tetto (che sono ripetute sul cofano del bagagliaio e il paraurti anteriore). Gli interni anche hanno una serie di particolari interessanti. Ad esempio, i pannelli della portiera del conducente e del passeggero sono diversi, come Pininfarina stava sperimentando in base a diversi disegni. Inoltre, il pannello del passeggero ha ancora una sezione con materiale plastico! Un altro tocco interessante è costituito dal fatto che i sedili di conducente e passeggero sono diversi fra loro, con dettagli leggermente diversi e uno schienale più grande sul sedile del passeggero. L'interno è in ottime condizioni originali. La tappezzeria è ancora eccellente in tutto, anche sulla parte superiore del cruscotto, nei sedili e pannelli delle portiere. I manometri sono meravigliosamente dettagliati, come in tutte le Flaminia, e sono oggi in condizioni eccellenti.
I tappeti sono verde acqua e sono anch'essi in ottime condizioni. I pannelli delle porte e la plancia hanno dei pannelli di legno e sono praticamente perfetti, a parte alcune crepe piccole e schegge.  Il volante è di un bellissimo legno bordato a tre razze ed è eccellente.

Il motore è originale, i componenti, accessori e tutte le marcature sono corretti e il vano motore è estremamente piacevole considerando che la macchina non è stata restaurata. Il baule è ancora oggi ben tappezzato con la moquette ed è in buone condizioni.

La Flaminia Speciale Pininfarina 1963
4 inquadrature
L'anteriore, somigliante a quello della Fiat 2300 Coupé Speciale carrozzata dallo stesso Pininfarina nel 1962
Così si presenta la stessa Flaminia nell'estate del 1965; scompare la presa d'aria sul cofano e i fanalini diventano tondi

### Flaminia Coupé Ghia "Marica" (1969)
L'ultima delle 5 Flaminia fuori serie, tutte realizzate da carrozzieri Italiani, è una Coupé disegnata da Tom Tjaarda e costruita dalla Ghia, chiamata "Marica" (dal nome mitologico di una ninfa romana), che appare al 51º Salone dell'Automobile di Torino (29 ottobre-9 novembre 1969). Si tratta di un esemplare unico che vede la luce nell'autunno del 1969, quando la "Flaminia" è ormai di fatto fuori di produzione; per di più, la macchina viene costruita partendo dal telaio (con passo di cm³ 252) numero 1168, ultimo della serie contraddistinta dalla sigla 826.138 che identifica, tranne due eccezioni (la "Speciale" di Pininfarina del 1963 e, appunto, la "Marica") le Lancia Flaminia 3C 2800 GT carrozzate Coupé da Touring, probabilmente uscito dalla fabbrica qualche tempo prima. Pare peraltro che la Marica sia stata costruita per espresso volere di Alejandro De Tomaso, che nel 1967 aveva rilevato la Ghia, al fine di richiamare l'attenzione sulla Lancia, che versa in grosse difficoltà economico-finanziarie ed è in cerca di un compratore.
La vettura, classica e volutamente priva di eccessi stilistici, ha una calandra di evidente stile Lancia, il parabrezza e il lunotto fortemente inclinati, gli interni spaziosi e raffinati, la plancia rivestita in radica di noce con gli strumenti principali posti centralmente ai sedili anteriori, gli alzacristalli elettrici e le ruote di disegno esclusivo, pressofuse in lega leggera, oltre al disegno della coda tronca con spigoli superiori rialzati, chiaramente ispirato al modello "Fulvia Coupé".
Della vettura vengono fornite anche le dimensioni : lunghezza cm 441, larghezza cm 167,4 e altezza cm 126.

Il frontale della Marica
La "coda"
La Marica di Ghia presentata al Salone di Torino nell'autunno del 1969
La fiancata